# جيمس موريس (لاعب كريكت بريطاني)
جيمس موريس (17 يناير 1985 في المملكة المتحدة - ) (بالإنجليزية: James Morris)‏ هو لاعب كريكت بريطاني. لعب مع Berkshire County Cricket Club ‏ وBritish Universities cricket team ‏ وDurham University Centre of Cricketing Excellence ‏ ونادي مارليبون للكريكت ‏.

## وصلات خارجية
- جيمس موريس على موقع إي آس بي آن كريك إنفو (الإنجليزية)